# حمض الهينيكوسيليك
حمض الهينيكوسيليك هو حمض كربوكسيلي له الصيغة الكيميائية C21H42O2، والتي يمكن كتابتها على الشكل CH3(CH2)19COOH. ويكون على شكل بلورات إبرية عديمة اللون. ينتمي حمض الهينيكوسيليك إلى الأحماض الدهنية المشبعة.

## الوفرة الطبيعية

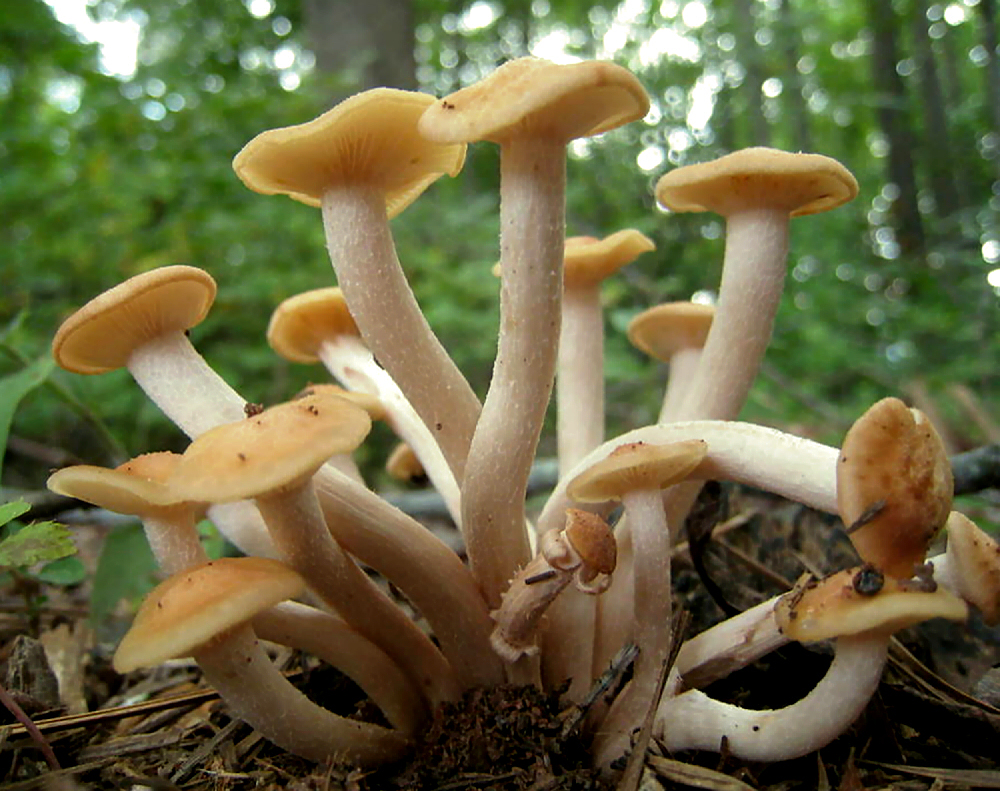
الفطر العسلي (Armillaria tabescens)

كما هو الحال مع أغلب الأحماض الدهنية ذات العدد الفردي من ذرات الكربون، يوجد حمض الهينيكوسيليك بنسبة ضئيلة في المنتجات الطبيعية وبشكل نادر.
عثر على آثار من هذا الحمض في حليب الثدي بنسة تصل إلى 0.24% من باقي الأحماض الدهنية؛ كما يوجد أيضاً في الفطر العسلي بنسبة تتراوح بين 4–5 % من الأحماض الدهنية.
يوجد هذا المركب بنسبة 0.72% في زيت بذر نوع من أنواع النيم الشائع Azadirachta excelsa؛ وكذلك بنسبة 2.26 % في زبت بذر بقل Mucuna flagellipes المنتشر في الهند.
وجد أيضاً أن الريكتسية، وهي نوع من المتعضيات المكروئية، تحوي على حمض الهينيكوسيليك مرتبط بوحدة متعدد سكاريد دهني؛

## الخواص
يوجد المركب في الشروط القياسية عل هيئة بلورات إبرية عديمة اللون، وهي كذلك عديمة الانحلال في الماء، لكنها تنحل في المذيبات العضوية، مثل الأسيتون والكلوروفورم.

## الاستخدامات
نظراً لندرة انتشار هذا المركب بالنسبة لباقي الأحماض العضوية فيستخدم معياراً داخلياً في التحليل الكيميائي للأحماض الدهنية بتقنية الاستشراب الغازي (الكروماتوغرافيا الغازية).